# Santo Adrião
Santo Adrião ist ein Ort und eine ehemalige Gemeinde (Freguesia) im portugiesischen Kreis Armamar. In der Gemeinde lebten 81 Einwohner (Stand 30. Juni 2011).
Am 29. September 2013 wurden die Gemeinden Santo Adrião und Vila Seca zur neuen Gemeinde União das Freguesias de Vila Seca e Santo Adrião zusammengefasst.